# Ismaël Emelien
Ismaël Emelien (Grenoble, 9 maart 1987) is een Frans politiek consulent. Als "speciaal raadgever" van de president van Frankrijk raakte in 2019 hij betrokken in het Benalla-schandaal waarna hij aftrad.

## Levensloop
Ismaël Emelien behaalde in 2010 zijn diploma in de politieke en sociale wetenschappen bij Sciences Po.
In 2006 werkte hij voor Dominique Strauss-Kahn bij de socialistische voorverkiezingen voor de presidentsverkiezingen van 2007. Ségolène Royal haalde het toen.
Emelien werd vervolgens medewerker bij de Stichting Jean Jaurès, waar hij werkte met Gilles Finchelstein en een boek schreef samen met Julia Cagé. Hij werkte nadien voor Euro RSCG, weldra omgevormd tot het agentschap voor publieke relaties Havas Worldwide. 
In 2013 trok hij, namens Havas, naar Venezuela en werkte mee aan de kiescampagne van Nicolas Maduro.

## Adviseur bij Emmanuel Macron
Met Emmanuel Macron maakte hij voor het eerst kennis in 2009. Toen deze minister van Financies werd in 2014, werd Emelien in zijn kabinet opgenomen, belast met de strategie, de toespraken en de communicatie. 
In augustus 2016 nam Macron ontslag uit de regering en werkte voltijds aan de voorbereiding van de presidentsverkiezingen. Emelien volgde hem vanaf de oprichting van de beweging En Marche en werd er adviseur voor communicatie en strategie.
Op 14 mei 2017 werd hij, pas dertig geworden, tot bijzonder adviseur van de Franse president Emmanuel Macron benoemd, met als opdracht strategie en communicatie.

## Publicatie
- (samen met Julia Cagé) Repenser l'action publique, Parijs, Fondation Jean Jaurès, 2012, isbn 9782362440441.